# Sankt Kathrein am Offenegg
Sankt Kathrein am Offenegg ist eine Gemeinde nordöstlich von Graz in der Steiermark (Österreich). Sie hat 1063 Einwohner (Stand 1. Jänner 2024) und liegt auf einer Seehöhe von 972 Metern.

## Geografie
Die Gemeinde liegt am Ostrand des Passailer Beckens im Grazer Bergland, in der Region Almenland. Die höchste Erhebung ist der Plankogel auf der Sommeralm. Der Weizbach entspringt in der Gemeinde St. Kathrein, in der Nähe der Sommeralm und verlässt das Gemeindegebiet südlich durch die Weizklamm.

### Gemeindegliederung
Die Gemeinde besteht aus zwei Katastralgemeinden (Fläche Stand 31. Dezember 2023):
- Kathrein I. Viertel (1.503,27 ha)
- Kathrein II. Viertel (2.531,32 ha)

Das Gemeindegebiet unterteilte sich bis Februar 2020 in die beiden Ortschaften Sankt Kathrein am Offenegg I.Viertel und Sankt Kathrein am Offenegg II.Viertel, seither gibt es nur mehr die einzige Ortschaft Sankt Kathrein am Offenegg.

### Nachbargemeinden
| Breitenau am Hochlantsch (BM) | Gasen                                       | Birkfeld    |
| Fladnitz an der Teichalm      | Kompassrose, die auf Nachbargemeinden zeigt | Anger       |
| Passail                       | Naas                                        | Thannhausen |

## Geschichte
Der Passailer Kessel, an dessen Umrandung der 1295 erstmals als „apud sanctam Katherinam“, 1349 noch „St. Kathrein in der Weiz“ genannte Ort liegt, trug schon in der keltisch-norischen Zeit eine geordnete Besiedlung, deren sich nach der Völkerwanderung auch die hier im 6. Jahrhundert wie im Mürztal und im Aflenzer Becken dicht niederlassenden Alpenslawen (Windischen) bedienen konnten.
Im 11. Jahrhundert begann die deutsche Siedlungstätigkeit, die im 13. Jh. einen Höhepunkt erlebte. Aus einem landesfürstlichen Hof entstand im heutigen Gemeindegebiet von St. Kathrein nach und nach eine Siedlung, die 1295 eine Kirche erhielt. Aus dieser Zeit stammen auch die ersten Hinweise auf den hier betriebenen Bergbau. Den Rückschlägen (Pest, Türkeneinfälle) folgte im 16. und 17. Jh. wieder eine starke Besiedlung.
Das Jahr 1848 brachte neben der Grundentlastung die Schaffung der Ortsgemeinden als kleinste politische Verwaltungseinheiten; 1850 wurden die ersten Gemeinderatswahlen in St. Kathrein durchgeführt.
In die schweren Zeiten nach dem Ersten Weltkrieg fällt die Errichtung der ersten Elektrizitäts-Freileitung der Pichler-Werke in das Dorf. Von den schrecklichen Ereignissen des Zweiten Weltkrieges blieb auch St. Kathrein nicht verschont. Nach Beendigung des Krieges kamen russische Besatzungstruppen, die bald darauf von britischen Soldaten abgelöst wurden.
Nach Aufbaujahren folgten bessere Zeiten. Für St. Kathrein und seine Umgebung wurde der Tourismus immer bedeutender, was zur zunehmenden Erschließung der Sommeralm für diese Zwecke führte. 1972 erhielt das Dorf eine öffentliche Beleuchtung, die oberirdischen Stromleitungen wurden ersetzt.

### Bevölkerungsentwicklung
| Sankt Kathrein am Offenegg: Einwohnerzahlen von 1869 bis 2024 | Sankt Kathrein am Offenegg: Einwohnerzahlen von 1869 bis 2024 | Sankt Kathrein am Offenegg: Einwohnerzahlen von 1869 bis 2024 | Sankt Kathrein am Offenegg: Einwohnerzahlen von 1869 bis 2024 | Sankt Kathrein am Offenegg: Einwohnerzahlen von 1869 bis 2024 |
| ------------------------------------------------------------- | ------------------------------------------------------------- | ------------------------------------------------------------- | ------------------------------------------------------------- | ------------------------------------------------------------- |
| Jahr                                                          |                                                               |                                                               |                                                               | Einwohner                                                     |
| 1869                                                          | 1869                                                          |                                                               | 1.188                                                         | 1.188                                                         |
| 1880                                                          | 1880                                                          |                                                               | 1.150                                                         | 1.150                                                         |
| 1890                                                          | 1890                                                          |                                                               | 1.228                                                         | 1.228                                                         |
| 1900                                                          | 1900                                                          |                                                               | 1.222                                                         | 1.222                                                         |
| 1910                                                          | 1910                                                          |                                                               | 1.220                                                         | 1.220                                                         |
| 1923                                                          | 1923                                                          |                                                               | 1.228                                                         | 1.228                                                         |
| 1934                                                          | 1934                                                          |                                                               | 1.298                                                         | 1.298                                                         |
| 1939                                                          | 1939                                                          |                                                               | 1.255                                                         | 1.255                                                         |
| 1951                                                          | 1951                                                          |                                                               | 1.222                                                         | 1.222                                                         |
| 1961                                                          | 1961                                                          |                                                               | 1.219                                                         | 1.219                                                         |
| 1971                                                          | 1971                                                          |                                                               | 1.281                                                         | 1.281                                                         |
| 1981                                                          | 1981                                                          |                                                               | 1.253                                                         | 1.253                                                         |
| 1991                                                          | 1991                                                          |                                                               | 1.276                                                         | 1.276                                                         |
| 2001                                                          | 2001                                                          |                                                               | 1.216                                                         | 1.216                                                         |
| 2011                                                          | 2011                                                          |                                                               | 1.149                                                         | 1.149                                                         |
| 2021                                                          | 2021                                                          |                                                               | 1.061                                                         | 1.061                                                         |
| 2024                                                          | 2024                                                          |                                                               | 1.063                                                         | 1.063                                                         |
| Quelle(n): Statistik Austria, Gebietsstand 1.1.2021           |                                                               |                                                               |                                                               |                                                               |

## Kultur und Sehenswürdigkeiten

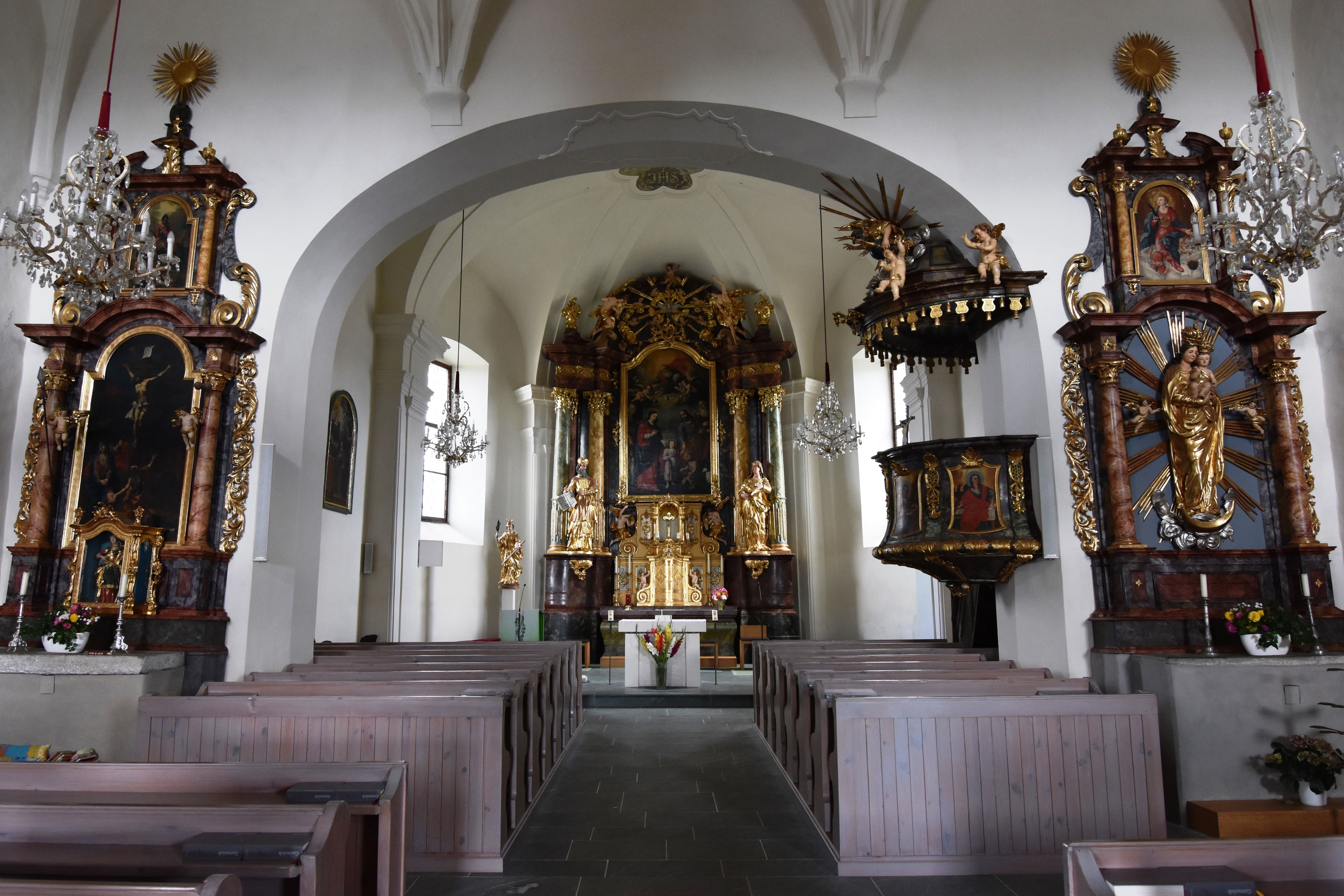
Pfarrkirche St. Kathrein am Offenegg

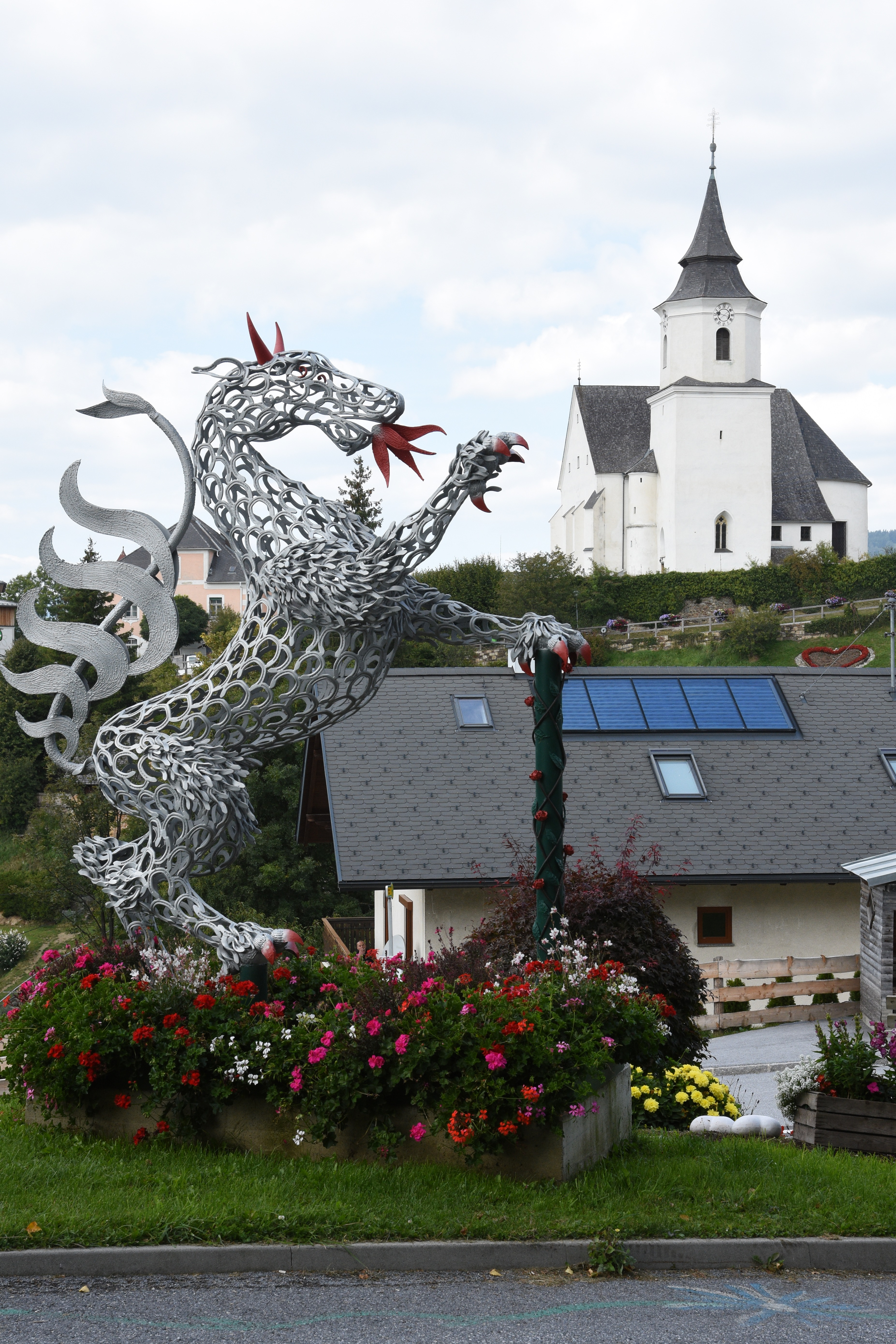
Ortsdekoration 2021

- Katholische Pfarrkirche St. Kathrein am Offenegg: Die Pfarrkirche, der Hl. Katharina von Alexandrien geweiht, steht in exponierter Lage und ist von einem Friedhof umgeben. Urkundlich erstmals 1295 erwähnt, ist sie seit 1640 eine eigene Pfarre. Es handelt sich um ein frühgotisches Gebäude, das in der Spätgotik und im Spätbarock erweitert wurde. Der erste Bau bestand aus einem einschiffigen Langhaus mit einem wehrhaften rechteckigen Chorturm im Osten. Die Umrisse des vermauerten frühgotischen Westportals sind noch erkennbar. Mitte des 15. Jahrhunderts wurden an der Stelle der südlichen Schiffwand zwei Achteckpfeiler gesetzt und durch das Einziehen eines Zweiparallelrippengewölbes eine zweischiffige, dreijochige Halle gebildet. 1742 fand ein entscheidender Umbau statt, der der Kirche eine neue Achsenrichtung gab. Die nördliche Schiffwand wurde geöffnet und ein einjochiger Chor sowie eine Sakristei angebaut. Der Eingang in das nun dreischiffige und zweijochige Langhaus erfolgt durch das kleine spätgotische Südportal. Erwähnenswert sind noch der Hochaltar mit dem Bild der Hl. Familie, die Figuren von Johann Piringer (1767) und der Chorkapellenaltar mit Geißelchristus und Maria. Im Jahr 2015 wurden der Altar, die Ambo und das Taufbecken vom Weizer Bildhauer Albert Schmuck erneuert.[4]

- Ortsbildgestaltung: Im Rahmen des europäischen Wettbewerbes „Entente Florale Europe“ wurde St. Kathrein 1990 zum „Schönsten Blumendorf Europas“ gekürt.[5]

## Wirtschaft und Infrastruktur
Die Verkehrsanbindung erfolgt durch die Rechberg Straße B 64. St. Kathrein verfügt über einen Kindergarten und eine Volksschule. Die Gemeinde St. Kathrein/Off. zählt zur Region Naturpark Almenland. Die Gemeinde bildet in diesem Zusammenhang gemeinsam mit Fladnitz an der Teichalm, Gasen, Passail, Pernegg an der Mur und Breitenau am Hochlantsch den Tourismusverband „Naturpark Almenland Teichalm-Sommeralm“ mit Sitz in der Gemeinde Fladnitz an der Teichalm. Angestrebt wird ein sanfter, aber dennoch angebotsreicher Tourismus wie beispielsweise mit der Holzmeistersiedlung auf dem östlichen Ende der Teichalm, die im Sommer und im Winter genutzt werden kann.

## Politik

### Bürgermeister
Von 1965 bis 1990 war Karl Schwaiger († 2016) Bürgermeister von St. Kathrein am Offenegg. Ihm folgte Peter Stanzer. Peter Stanzer war bis 2007 an der Spitze der Gemeinde tätig. Von 2007 bis 2023 war Thomas Derler Bürgermeister. Seit 2023 ist Manfred Straßegger Bürgermeister von St. Kathrein am Offenegg.

### Gemeinderat
Entsprechend den jeweiligen Gemeinderatswahlen in der Steiermark hatte der Gemeinderat folgende Verteilung:
| Jahr | ÖVP | SPÖ | FPÖ | Grüne |
| ---- | --- | --- | --- | ----- |
| 1995 | 10  | 4   | 1   | –     |
| 2000 | 10  | 3   | 2   | –     |
| 2005 | 9   | 6   | –   | –     |
| 2010 | 10  | 5   | –   | –     |
| 2015 | 9   | 6   | –   | –     |
| 2020 | 10  | 4   | –   | 1     |

## Persönlichkeiten

### Ehrenbürger
- Karl Schwaiger († 2016), Bürgermeister von St. Kathrein am Offenegg 1965–1990[8]
- Johann Neuhold († 2020), Pfarrer von St. Kathrein am Offenegg 1985–2009[9]

### Mit der Gemeinde verbundene Persönlichkeiten
- Eveline Wild (* 1980), Konditorweltmeisterin und Fernsehköchin